# Дорблю
Дорблю́ (нем. Dorblu, иногда Дор блю или Дор-блю) — марка голубого сыра из Германии, производства компании Кезерай Шампиньон Хофмайстер.

## История
Во многих странах Европы голубые сыры производятся очень давно — достаточно назвать такие сорта, как рокфор или горгонзола. Однако на немецком рынке они практически не были представлены вплоть до 1990-х годов, когда был выпущен дорблю. Одновременно с немецким рынком сыр стал продаваться и завоевал популярность в России и некоторых других странах Восточной Европы — прежде всего благодаря грамотной ценовой и маркетинговой политике. Сыр в России стоил значительно дешевле многих конкурентов и при этом воспринимался как очень известный европейский сыр. На самом же деле, за пределами означенных рынков, сыр малоизвестен — скажем, в путеводителе по маркам сыров «Пти Фюте» дорблю вообще не упоминается. Интересно также, что в октябре 2015 года на немецкой версии сайта производителя сыра dorblu, он вообще не упоминался — только в англоязычной версии.

## Производство
Производство сыра находится на заводах фабрики, расположенных в маленьком городке Лаубен в Баварии. Сыр относится к полутвёрдым сортам и изготавливается из пастеризованного коровьего молока с добавлением соли, молокосвертывающего фермента и плесневой культуры, точное наименование которой фирма хранит в секрете, но предположительно это Penicillium roqueforti. Срок созревания сыра составляет примерно три-пять месяцев.
Сыр производится в трёх разновидностях: Dorblu Classic, Dorblu Royal Blue и эксклюзивный вариант Dorblu Grand Noir.

## Вкус и употребление
У сыра светлый кремовый цвет с многочисленными голубоватыми прожилками плесени (плесневой грибок вида Пеницилл рокфоровый). Дорблю имеет достаточно плотную и рассыпчатую консистенцию.
Сыр можно употреблять с фруктами (например, виноградом), орехами и с красным сухим вином — такими сортами, как каберне-совиньон и шираз. Также употребляется для приготовления соусов и салатов. Сорт Grand Noir производитель рекомендует запивать шампанским.

## Состав
| В 100 граммах продукта содержится: |                |
| Состав:                            |                |
| Вода                               | 42,41 г        |
| Белки                              | 21,40 г        |
| Жиры                               | 28,74 г        |
| Углеводы                           | 2,34 г         |
| Минеральные вещества:              |                |
| Кальций (Ca)                       | 528 мг         |
| Железо (Fe)                        | 0.31мг         |
| Магний (Mg)                        | 23 мг          |
| Фосфор (P)                         | 387 мг         |
| Калий (K)                          | 256 мг         |
| Натрий (Na)                        | 1395 мг        |
| Цинк (Zn)                          | 2,66 мг        |
| Витамины:                          |                |
| Витамин В1 (тиамин)                | 0,029 мг       |
| Витамин В2 (рибофлавин)            | 0,382 мг       |
| Витамин РР (ниацин)                | 1,016 мг       |
| Витамин В6 (пиридоксин)            | 0,166 мг       |
| Фолиевая кислота                   | 36 мкг         |
| Витамин А                          | 198 мкг        |
| Витамин Е (альфа-токоферол)        | 0,25 мг        |
| Витамин D                          | 21 МЕ          |
| Калорийность                       | около 350 ккал |